# Carex ouachitana
Carex ouachitana är en halvgräsart som beskrevs av Kral, Manhart och Bryson. Carex ouachitana ingår i släktet starrar, och familjen halvgräs. Inga underarter finns listade i Catalogue of Life.